# Finansijska matematika
Finansijska matematika je grana primenjene matematike koja se bavi izračunavanjem problema računanja interesa (prostog i složenog ili interesa na interes). Ona sadrži veliki aparat formula. 
Finansijska matematika obuhvata čitav niz problema, vezanih za izračunavanje krajnje vrednosti kapitala, ako je data njena početna vrednost koja je uložena uz složen interes i obrnuto izračunavanje početne vrednosti kapitala uvećane za složen interes, zatim izračunavanje zbira sukcesivnih uloga, kao i amortizacija zajma. Svi ti problemi su određeni kvantitativno uz pomoć metoda finansijske matematike kao što su: diskontni, anuitetni, metod interne stope prinosa i neto sadašnje vrednosti. Međutim, ne zaostaje ni ekonomska analiza.
U uslovima ograničenih finansijskih sredstava veoma je bitno da ta sredstva budu racionalno iskorišćena. Donošenje odluke o tome da li ćemo raspoloživa sredstva investirati ili ostaviti u banci ukamaćena uz složen interes, omogućuju nam metode finansijske matematike.

## Složen interesni račun
Za razliku od prostog interesnog računa gde se ukamaćenje vrši tako što se na kraju godine kamate ne dodaju kapitalu, kod složenog kamatnog računa kamate obračunate za prvi obračunski period se ne podižu već se dodaju postojećem kapitalu, pa se u sledećem obračunskom periodu kamata obračunava na početnu vrednost kapitala uvećanu za kamatu iz prvog perioda. Isti princip obračuna kamate koristi se u svakom sledećem obračunskom periodu tj. kamata se obračunava na početnu vrednost kapitala uvećanu za prethodne kamate. Zato se složeni interesni račun naziva još i interes na interes.
Ukoliko se interes obračunava i dodaje kapitalu svakih šest meseci to je polugodišnje kapitalisanje (ps) – per semester. Tromesečno obračunavanje složenog interesa obeležava se sa (pq) – per quartale, a mesečno sa (pm) – per mensem. Postoje dva načina računanja složenog interesa: anticipativni i dekurzivni.
Kada se interes obračunava i unapred odbija od kapitala početkom svakog obračunskog perioda to se zove anticipativno računanje interesa i obeležava se slovom (a) uz interesnu stopu. Dekurzivno računanje interesa imamo kada se kamata računa unazad i obeležava se slovom (d) uz interesnu stopu.

## Faktor dodajnih uloga
Za razliku od slučajeva gde se izračunava krajnja vrednost jedne određene sume, postoje slučajevi kada se ulozi ponavljaju više puta u jednakim vremenskim intervalima. Svaki od tih uloga učinjen je različitih datuma pa njihov zbir neće biti prost zbir već naprotiv svaki ulog se mora ukamatiti od dana uplate do dana kada se izračunava krajnja vrednost svih uplata.
Ulozi mogu biti stalni i promenljivi. Promenljivi ulozi mogu rasti ili opadati po aritmetičkoj ili geometrijskoj progresiji ili čas rasti, čas opadati bez ikakvog unapred utvrđenog zakona kao npr. štedni ulozi. Što se tiče kapitalisanja ulaganje može biti kao i kapitalisanje, ali može biti i češće ili ređe od kapitalisanja.
Stanje uloga se može tražiti za dati period posle poslednjeg uloga ili na dan poslednjeg uloga. Ako se stanje uloga traži posle poslednjeg uloga ili se ulaže početkom perioda ulaganja radi se o anticipativnom ulaganju. Ukoliko se traži stanje uloga na dan poslednjeg uloga ili se ulaže krajem perioda ulaganja tada je ulaganje dekurzivno.

### Anticipativni ulozi
Početkom svake godine u toku n godina ulaže se po u dinara godišnje uz p%(pa)d interesa na interes pri godišnjem kapitalisanju. Cilj je odrediti krajnju vrednost zbira uloga.
Grafički ćemo predstaviti ove uloge:
Krajnja vrednost prvog uloga se dobija kapitalisanjem n godina, kapitalisanjem n-1 godine se dobija krajnja vrednost drugog uloga, dok je poslednji ulog pod interesom samo jednu godinu.
Zbir svih uloga zajedno sa interesom na interes Sn :

### Dekurzivni ulozi
Krajem svake godine u toku n godina ulaže se po u dinara godišnje uz p%(pa)d interesa na interes pri godišnjem kapitalisanju. Cilj je odrediti krajnju vrednost zbira uloga.
Grafički ćemo predstaviti ove uloge:
Krajnja vrednost prvog uloga se dobija kapitalisanjem n-1 godina, kapitalisanjem n-2 godine se dobija krajnja vrednost drugog uloga, dok se poslednji ulog koji je uložen na kraju n-te godine ne kapitališe što znači da je njegova vrednost nepromenjena.
Ako konačnu vrednost zbira svih uloga obeležimo sa S’n imaćemo:

### Ulaganje češće od obračuna interesa
Ako je ulaganje češće od kapitalisanja, i ako su pri tom ulozi jednaki najkorektniji način računanja zbira krajnjih vrednosti tih uloga jeste upotrebom komforne kamatne stope.Primenom komforne kamatne stope u formuli za zbir vrednosti anticipativnih uloga

## Faktor aktuelizacije
Kada je reč o faktoru aktuelizacije postupak je obrnut u odnosu na faktor dodajnih uloga. Kod faktora dodajnih uloga polazili smo od uloga učinjenih u toku uzastopnih n godina uz stopu p% interesa na interes da bi našli zbir konačnih vrednosti tih uloga na kraju n-te godine. Kod faktora aktuelizacije su takođe date vrednosti uloga koje dospevaju n uzastopnih godina, ali se ne traži zbir njihovih konačnih vrednosti na kraju n-te godine, već obrnuto, traži se sadašnja vrednost tih uloga svedenih na sadašnji vremenski trenutak.

### Sadašnja vrednost niza dekurzivnih uloga
Sadašnja vrednost niza dekurzivnih uloga je ona vrednost koja izražava zbir diskontovanih uloga procenjen jedan period pre ulaganja prvog uloga. Datum procene naziva se epoha procene.
Krajem svake godine u toku n godina ulaže se po a dinara godišnje uz p%(pa)d interesa na interes pri godišnjem kapitalisanju. Sadašnju vrednost zbira uloga, prikazana grafički bi bila:

### Sadašnja vrednost niza anticipativnih uloga
Sadašnja vrednost niza anticipativnih uloga jednaka je zbiru diskontovanih vrednosti uloga kvantifikovanih na dan prvog uloga.
U toku n godina ulaže po a novčanih jedinica uz p% i godišnje kapitalisanje. Sadašnja vrednost Co biće po definiciji jednaka zbiru diskontovanih (sadašnjih) vrednosti uloga kvantifikovanih na dan prvog uloga.
Grafički prikazano to bi izgledalo:

## Literatura
- Kočović, J.,(2006), Finansijska matematika, V izdanje, Ekonomski fakultet, Beograd
- Ralević, R.,(1975), Finansijska i aktuarska matematika, II izdanje, Savremena administracija, Beograd
- Harold Markowitz, Portfolio Selection, Journal of Finance, 7, (1952). стр. 77–91
- William F. Sharpe, Investments, Prentice-Hall, 1985
- Attilio Meucci. P „versus Q: Differences and Commonalities between the Two Areas of Quantitative Finance”. GARP Risk Professional., February (2011). стр. 41–44
- Nicole El Karoui, The „Future of Financial Mathematics”. Архивирано из The оригинала 1. 1. 2017. г., ParisTech Review, September 2013